# La primera vez (serie de televisión)
La primera vez es una serie web colombiana de drama, comedia y romance ambientada en el año 1976 en la ciudad de Bogotá. Es producida por Caracol Televisión para Netflix, se estrenó el 15 de febrero de 2023. 
Está protagonizada por Emmanuel Restrepo y Francisca Estévez, acompañados de un reparto coral encabezado por  Verónica Orozco, y Santiago Alarcón
El 24 de febrero de 2023, la serie fue renovada para una segunda temporada,  la cual se estrenó el 10 de julio de 2024. El 31 de julio de 2024, la serie fue renovada para una tercera temporada,  la cual se estrenó el 4 de junio de 2025.

## Sinopsis
Ambientada en el año 1976, cuenta la historia de Camilo, un joven adolescente que estudia en el Colegio Distrital José María Root, un colegio masculino ubicado en la ciudad de Bogotá. La trama comienza cuando llega Eva Samper, quien se convierte en la primera chica en entrar a la institución, con su llegada, sus compañeros de clase (sobre todo Camilo) aceptan sus enseñanzas y reflexiones. Pero no todo el mundo es cálido y acogedor.
A pesar de que todos en el colegio están interesados en Eva, Camilo hará lo imposible para conquistar el corazón de la nueva alumna. Además, la trama involucra a los amigos de Camilo en el colegio, a sus padres y como los cambios en la manera de pensar de ellos se van convirtiendo en una insalvable distancia, confrontando temas como el paso de la adolescencia a la madurez, las ideologías, la amistad, confrontar la sexualidad y la lealtad.

## Reparto

### Principal
- Francisca Estévez como Eva Samper Burgos,[1] una joven de clase alta, culta, arriesgada y rebelde que se convierte en el gran amor de Camilo Granados, como su musa inspiradora y donde su amor por la literatura crea paralelos con las circunstancias que van viviendo.
  - María Alejandra García como Eva Samper Burgos (Niña)[1]
- Emmanuel Restrepo como Camilo Granados Larrarte,[1]el protagonista de la historia. Un joven aspirante a escritor y con deseos de convertirse en periodista deportivo, quién se enamora perdidamente de Eva, lo que lo lleva a realizar cosas que no había pensado para conquistarla.
- Santiago Alarcón  como José Del Carmen Granado Cepeda,[1] padre de Camilo. Un taxista, amante del futbol y chapado a la antigua, con ideas muy tradicionalistas que lo llevan a chocar con su hijo y su esposa.
- Verónica Orozco como Ana Larrarte de Granados,[1] madre de Camilo y esposa de José. Trabaja transcribiendo a máquina trabajos universitarios y la lectura de estos ha abierto su mente, llevando a que esta nueva manera de ver el mundo sea incompatible con su esposo. Es la voz de la razón y apoya a su hijo.
- Sergio Palau como Martín Salcedo Ramírez,[1] hermano de Luisa. En sus ratos libres, trabaja como mesero para ayudar a su madre. A pesar de su aspecto rudo y su actitud bravucona, tiene un corazón noble y es fanático de las baladas románticas.
- Mateo García Mazo como Rodrigo Arbeláez Peña,[1] hijo de un músico, el mejor amigo de Camilo. Trabaja en un trío musical dando serenatas para ayudar a su familia. Es alegre y optimista y apoya en muchas ocasiones los planes de Camilo y Eva.
- Brandon Figueredo como Álvaro Castro Guzmán,[1] un joven aficionado al futbol (Deporte para el cual tiene talento), pero ayuda a su madre a planchar ropa para subsistir y trabaja en las vacaciones como portero en un bar.
- Julián Cerati como Gustavo Pabón Linares,[1] (Principal (Temporada 1 y 3); Recurrente (Temporada 2)) miembro del grupo, cuya reputación en el colegio se ve afectada cuando los rumores que Quiñones (El bravucón del colegio), dejan al descubierto su verdadera orientación sexual. El y su mamá se van a vivir a Bucaramanga, donde se reencuentra sorpresivamente con sus amigos en las vacaciones de final de año.
- Sara Pinzón como Luisa Salcedo Ramírez,[1] (Principal (Temporada 2 y 3); Recurrente (Temporada 1)) hermana de Martín Salcedo y quién se involucra brevemente con Camilo, quedando embarazada. Tras ser enviada a un colegio de monjas, escapa y con el apoyo de sus amigos, se reintegra al José María Root.
- Jacques Toukhmanian como Camilo Granados Larrarte (Voz de Adulto)[1]

### Recurrente
- Cecilia Navia como Profesora Estela Malagón,[1] (Temporada 1) profesora de literatura que era el amor platónico de sus estudiantes. Deja la institución por presión de las directivas y la asociación de padres.
- Adriana Arango como Dra. Alicia López,[1] (Temporada 1-3) directora del colegio y una mujer en apariencia estricta, pero que en el fondo tiene muchas cosas en común con la alumna Eva Samper.
- Cristian Duque como Milton Guzmán[1] (Temporada 1)
- John Alex Toro como Henry Pabón,[1] (Temporada 1) Papá de Gustavo Pabón Linares
- Diana Belmonte como Lucrecia Linares de Pabón[1] (Temporada 1) Mamá de Gustavo Pabón Linares
- Santiago Heins como Edgar Acuña González,[1] (Temporada 1-3) uno de los gemelos del colegio que en su vida fuera de la escuela es un delincuente dedicado al robo y a la distribución de licores adulterados.
- Billy Heins como William Acuña González,[1] (Temporada 1-3) el hermano de Edgar y quién también sigue sus pasos en el mundo del crimen, pero que también termina ayudando con su hermano de manera indirecta a los protagonistas en sus aventuras.
- Angelo Valotta como Octavio Quiñones Rodríguez,[1] (Temporada 1-3) el bravucón del colegio. Un personaje burlón y pendenciero que goza molestando a Camilo y a Martín. Trabaja con su tío en una clínica clandestina que realiza abortos ilegales.
- Mónica Giraldo como Adela Ramírez Vda de Salcedo (Temporada 1-3); madre de Martín y Luisa Salcedo.
- Ella Becerra como Sara Ordóñez,[1] (Temporada 1-2) bibliotecaria del colegio. Es un poco entrometida y reacia a prestar libros a Eva y Camilo, al considerar que no son aptos para los jóvenes, pero siempre termina cediendo.
- Fernando Lara como Miguel Chacón[1] (Temporada 1)
- Juan Pablo Acosta como Profesor Adolfo (Temporada 1-3); profesor de filosofía
- Pedro Suárez como Profesor Tello (Temporada 1-2); profesor de religión
- César Álvarez como Profesor Luismi, profesor de Química (Temporada 1)
- María Cecilia Botero como Lucy Cepeda Vda de Granados, (Temporada 2-3) Abuela de Camilo y madre de José. Una Mujer muy liberal para esa época y sin contradiccion.
- Juliana García como Janet Granados Cadena (Temporada 2-3): hermana de Camilo e hija de José con Rosario. Una joven que demuestra y deja mucho de qué hablar con su llegada y padece síndrome de down.
- Judith Segura como Rosario Cadena Robledo (Temporada 2-3):  Profesora de comportamiento y salud y madre de Janet. Una vieja amiga de la escuela de Ana y José que llega a trabajar al José María con sorpresas
- Carla Giraldo como Pilar Piluca (Temporada 2); amiga de Ana del colegio
- Luz Stella Luengas como Lucero Suárez (Temporada 2-3); Pareja de Lucy
- Alejandro Santamaría como Alfredo Fachetti[1](Temporada 2; Invitado Temporada 3): Exnovio de Eva
- Jason Day como Profesor Antonio Silva (Temporada 3): El nuevo profesor de literatura de Camilo y Eva en la universidad, el cual tiene una aventura con Eva.[5]
- Dago García como Guillermo Manosalva (Temporada 3)
- Felipe Botero como Sargento Zapata (Temporada 3)[5]
- Valentina Duque como Vandalia (Temporada 3)[5]

### Invitados
- Milton Lopezarrubla como Padre Angarita[1]
- Mya Dúran como Laura[1]
- Johan Velandia como Jorge Eduardo Samper[1]
- Antonia Arbeláez como Ana María Pombo[1]
- Juliana Mejía como Sara Richardson[1]
- Giulia Mantovani como Angélica Mallarino[1]
- Catherine Mira como Brigitte[1]
- Hans Martínez como Sánchez[1]
- Evan Sudarsky como Smith[1]
- Juan Manuel Oróstegui como Mallarino[1]
- Sebastián Rivera como Garzón[1]
- Andrés Castiblanco como Romero[1]
- Viví Hernández como Sra. de Samper[1]
- María de los Ángeles Toro como Sra. de Arbeláez[1]
- Merena Dimont como Profesora de Bordado[1]
- Daniel Toro como Profesor de Inglés[1]
- Fernando Bocanegra como Profesor de Educación Física[1]
- Jair Bernal como Profesor de Biología[1]
- Bettina Dereser como Profesora de Colegio Bilingüe[1]
- Manuel Jauregui como Presentador del Noticiero[1]
- Mariacé Jiménez como Empleada de la Casa de Eva[1]
- Julián Sánchez como Policía[1]
- César Ávila como Mesero[1]
- Braian Villa como Hombre del Camión[1]

## Episodios
| Temporada 1 |                                                                               |                       |
| 1 | «Lisístrata»                                                                  | 15 de febrero de 2023 |
| Con la llegada de Eva, sus compañeros de clase (sobre todo Camilo) aceptan sus «enseñanzas» y reflexiones. Pero no todo el mundo es cálido y acogedor.                                   |                                                                               |                       |
| 2 | «La dama de las camelias»                                                     | 15 de febrero de 2023 |
| Los chicos tienen sus reservas sobre Eva y deciden investigarla, pero los que terminan expuestos son ellos. El grupo vive por primera vez una experiencia que les cambiará la vida.      |                                                                               |                       |
| 3 | «Retrato del artista adolescente»                                             | 15 de febrero de 2023 |
| Al enterarse de que Eva podría abandonar el colegio, los chicos se reúnen e idean un plan para ayudarla a quedarse... y preparan el terreno para una escena explosiva.                   |                                                                               |                       |
| 4 | «Una habitación propia»                                                       | 15 de febrero de 2023 |
| Eva impresiona a los padres de Camilo. El proyecto clandestino del grupo hace que Camilo y Eva terminen suspendidos. Pabón recibe una noticia devastadora.                               |                                                                               |                       |
| 5 | «La letra escarlata»                                                          | 15 de febrero de 2023 |
| Es la palabra de Estela contra la del señor Pabón, y Camilo y Eva deberán indagar más a fondo para averiguar la verdad, todo entre acusaciones y discusiones.                            |                                                                               |                       |
| 6 | «Siddharta»                                                                   | 15 de febrero de 2023 |
| Crecen las sospechas de Camila sobre la historia de Eva. Él se ofrece a ayudarla con sus notas, pero ella tiene otros planes... y termina rompiéndole el corazón.                        |                                                                               |                       |
| 7 | «Tess d'Urbervilles»                                                          | 15 de febrero de 2023 |
| Luego de una noche de copas, Eva deja escapar detalles íntimos de su vida, lo que lleva a Camilo a pedirle a Arbeláez que la vigile de cerca.                                            |                                                                               |                       |
| 8 | «Las penas de amor del joven Werther»                                         | 15 de febrero de 2023 |
| Las protestas en las calles provocan tensiones entre el grupo y en casa de Camilo, quien lleva a cabo un maquiavélico plan para darle celos a Eva.                                       |                                                                               |                       |
| 9 | «Así habló Zaratustra»                                                        | 15 de febrero de 2023 |
| Camilo se encuentra en una situación complicada, pero en la que por fin puede expresar sus sentimientos. Solo hay un problema: la destinataria de su afecto.                             |                                                                               |                       |
| 10 | «Las enseñanzas de Don Juan»                                                  | 15 de febrero de 2023 |
| Eva acude al rescate de Camilo. Martín culpa a Eva de las constantes peleas del grupo. Una fiesta que parece haber salido mal le da la oportunidad a Camilo.                             |                                                                               |                       |
| 11 | «De profundis»                                                                | 15 de febrero de 2023 |
| El padre de Camilo planea llevarlo a ver a un cura, pero le sale el tiro por la culata. Martín se abre como nunca. La pandilla debe despedirse de un querido amigo.                      |                                                                               |                       |
| 12 | «Jungla de asfalto»                                                           | 15 de febrero de 2023 |
| Eva y Camilo se divierten haciendo travesuras. Camilo demuestra hasta dónde es capaz de llegar para proteger a Eva y finalmente encuentra la llave de su corazón.                        |                                                                               |                       |
| 13 | «El guardián entre el centeno»                                                | 15 de febrero de 2023 |
| Mientras sus padres atraviesan su peor momento, Camilo disfruta sus mejores días con Eva. ¿Pero sobrevivirá su amor en el horizonte?                                                     |                                                                               |                       |
| Temporada 2 |                                                                               |                       |
| 1 | «Cartas a un joven poeta»                                                     | 10 de julio de 2024   |
| El regreso de Eva es agridulce para Camilo. La fuga de Luisa del internado hace que todos se enfrenten a la realidad. Salcedo y Castro empiezan a sospechar.                             |                                                                               |                       |
| 2 | «El segundo sexo»                                                             | 10 de julio de 2024   |
| Las sospechas erróneas favorecen a Camilo, pero no por mucho tiempo. Luisa cambia de opinión y desencadena una sutil rebeldía. El matrimonio de Ana y José está en problemas.            |                                                                               |                       |
| 3 | «Cartas a un niño que nunca murió»                                            | 10 de julio de 2024   |
| Todos los alumnos, menos salcedo, piden justicia. Una reunión de padres y profesores da lugar a un acalorada debate y a un resultado desalentador.                                       |                                                                               |                       |
| 4 | «Los viajes de Gulliver»                                                      | 10 de julio de 2024   |
| Las vacaciones del grupo provocan tristezas y alegrís, y la mayor sorpresa los espera en Bucaramanga. Ana sigue queriendo quedarse sola, lo que preocupa a José.                         |                                                                               |                       |
| 5 | «Cuando Dios era mujer»                                                       | 10 de julio de 2024   |
| Tras una prometedora llegada a Cartagena, los sueños de Camilo se tambalean, tanto en el amor como en el trabajo. Pero no es el único que lidia con un afecto no correspondido.          |                                                                               |                       |
| 6 | «La revolución sexual»                                                        | 10 de julio de 2024   |
| Camilo se esfuerza por ganarse a Eva, pero un nuevo e intrigante personaje le complica las cosas. Luisa tiene dificultades, pero encuentra consuelo en alguien inesperado.               |                                                                               |                       |
| 7 | «Doña Flor y sus dos maridos»                                                 | 10 de julio de 2024   |
| Alfredo empieza a caerle bien a Camilo... hasta que le revela sus verdaderas intenciones. La nueva profesora despierta conocimientos para algunos y recuerdos para otros.                |                                                                               |                       |
| 8 | «¡Que viva la música!»                                                        | 10 de julio de 2024   |
| Tras una experiencia extraña, Eva le abre su corazón a Camilo, que cuestiona su papel en la vida de ella. Cuando Rosario se sincera, la vida de José cambia.                             |                                                                               |                       |
| 9 | «El origen de la familia, la propiedad y el Estado»                           | 10 de julio de 2024   |
| Camilo comparte su descubrimiento con el grupo. Más tarde, él y Eva visitan a Rosario en su casa, mientras José trata de regresar con Ana.                                               |                                                                               |                       |
| 10 | «Crimen y castigo»                                                            | 10 de julio de 2024   |
| Eva trata de crear el consejo estudiantil. Se avecinan cambios importantes, y Camilo reflexiona sobre los finales y los nuevos comienzos.                                                |                                                                               |                       |
| Temporada 3 |                                                                               |                       |
| 1 | «Jane Eyre»                                                                   | 4 de junio de 2025    |
| Los exámenes se acercan y los planes tienen que cambiar. Camilo recluta a los hermanos Acuña para una misión ilícita. José intenta conquistar a Ana.                                     |                                                                               |                       |
| 2 | «Un tranvía llamado Deseo»                                                    | 4 de junio de 2025    |
| El último examen causa conflictos entre Salcedo, Pabón, Castro y Arbeláez. La vida de Salcedo da un giro con el montaje de una nueva obra y la llegada de una nueva cara.                |                                                                               |                       |
| 3 | «Sobre la fotografía»                                                         | 4 de junio de 2025    |
| Uno de los muchachos se ve obligado a prestar servicio militar. La vida de Eva, al igual que su relación con Camilo, se va complicando.                                                  |                                                                               |                       |
| 4 | «La increible y triste historia de la cándida Eréndira y su abuela desalmada» | 4 de junio de 2025    |
| El fututro trae nuevas oportunidades para el grupo. José se enoja a causa del anuncio de Lucy. Quiñonez le trae problemas a Pabón en el servicio militar.                                |                                                                               |                       |
| 5 | «El señor de las moscas»                                                      | 4 de junio de 2025    |
| Camilo, Eva y el grupo inician una nueva etapa de su vida. La sugerencia de Janet sorprende a José. Pabón pone a Quiñonez en su lugar.                                                   |                                                                               |                       |
| 6 | «El Kamasutra»                                                                | 4 de junio de 2025    |
| Pabón hace equipo con Quiñonez. Camilo lidia con sus inseguridades cuando Eva muestra interés en su profesor...más allá de las clases. Ana recibe buenas noticias.                       |                                                                               |                       |
| 7 | «Lolita»                                                                      | 4 de junio de 2025    |
| Camilo esta cegado por los celos y Eva sigue acumulando secretos. Pabón lucha por su lugar en el servicio militar. José le pide a Camilo un favor especial.                              |                                                                               |                       |
| 8 | «Siempre»                                                                     | 4 de junio de 2025    |
| Camilo se sale de control ante la decisión de Eva. Salcedo y su relación con las drogas traen problemas para el grupo. Camilo ve una oportunidad en una nueva idea.                      |                                                                               |                       |
| 9 | «El diario de Ana Frank»                                                      | 4 de junio de 2025    |
| Con la policía en su búsqueda, Eva confiesa algo importante sobre el profesor Silva. Salcedo y Luisa se reúnen con alguien de su pasado. Una fiesta en la casa termina mal.              |                                                                               |                       |
| 10 | «La peste»                                                                    | 4 de junio de 2025    |
| Luisa y Arbeláez planean su futuro. Eva recibe una llamada para regresar a Estados Unidos Pabón confronta a Quiñonez. La barrera de la amistad es cada vez más impenetrable para Camilo. |                                                                               |                       |